# Thorichthys callolepis
Thorichthys callolepis es una especie de peces de la familia Cichlidae en el orden de los Perciformes.

## Morfología
Los machos pueden llegar alcanzar los 14 cm de longitud total.

## Distribución geográfica
Se encuentra en la América Central: cuenca del río Coatzacoalcos (México ).